# Tadeja Ternar
Tadeja Ternar, slovenski fotomodel in podjetnica, * 8. julij 1987, Murska Sobota
Leta 2007 je osvojila naslov Miss Slovenije, ki ga je imela dve leti, saj Zdravko Geržina naslednje leto ni organiziral novega izbora.
Leta 2011 je ustanovila manekensko šolo v okviru T&T centra, ki je v lasti njenega brata, tenisača Tomislava Ternarja. Kasneje ji nadela ime Glammodels.
Je polovična lastnica podjetja Šampi, ki se ukvarja s proizvodnjo brezalkoholnih pijač.

## Mladost
Odraščala je v Beltincih, kjer je živela s starši in mlajšim bratom, s katerim se zelo dobro razume. Obiskovala je ekonomsko gimnazijo v Murski Soboti.

## Manekenstvo
Hodila je v manekensko šolo Vulcano Models, nato je leta 2006 šla na izbor Fotomodel Bernarde Marovt.
Udeležila se je tekmovanja za Miss Maribora, saj v Prekmurju ni bilo regijskega tekmovanja.
Mura je bilo prvo podjetje, za katerega je delala. Sodeluje s podjetjem Mi&lan iz Gornjih Petrovcev.
Delala je tudi v Parizu in po njenih besedah se zaslužek modela v Sloveniji ne more primerjati s tistim v tujini, čeprav kar 70 odstotkov pobere agencija.

## Zasebno
Visoka je 178 centimetrov.